# Georges Abi-Saab
Georges Abi-Saab (Heliopolis, 9 juni 1933) is een Egyptisch hoogleraar internationaal recht. Hij gaf les aan meerdere academische instellingen in verschillende landen en was rechter voor een aantal internationale hoven.

## Levensloop
Abi-Saab behaalde in 1954 zijn licentiaat in de rechten aan de Universiteit van Caïro en volgde nog verdere studie op het gebied van rechten, economie en politicologie aan onder meer de Universiteit van Parijs, de Universiteit van Cambridge en de Haagsche Academie voor Internationaal Recht. Hij behaalde een mastergraad in economie aan de Universiteit van Michigan, een Master of Laws en een Doctor of Juridical Science aan de Harvard Law School en een doctoraat politicologie aan de Universiteit van Genève.
Vanaf 1963 was hij docent en van 1969 tot 2000 hoogleraar internationaal recht in Genève. Ook was hij gasthoogleraar aan een groot aantal andere instellingen, waaronder aan de Harvard Law School en de New York-universiteit, en in het kader van de Henri Rolin-leerstoel aan Belgische universiteiten. Abi-Saab was begin jaren zeventig consultant voor de secretaris-generaal van de Verenigde Naties op het gebied van mensenrechten tijdens gewapende conflicten. Hij publiceerde verschillende boeken en schreef in 1979 en 1987 twee cursussen voor de Haagsche Academie voor Internationaal Recht.
Verder was hij lid van de Gerecht voor ambtenarenzaken van het Internationaal Monetair Fonds en van verschillende vergelijkbare gerechtshoven zoals die van de Internationale Kamer van Koophandel. Verder vertegenwoordigde hij verschillende regeringen aan het Internationale Gerechtshof in Den Haag, waar hij ook tweemaal als ad-hocrechter diende, en tijdens verschillende internationale arbitragezaken.  Bovendien was hij rechter van het Joegoslavië-tribunaal in Den Haag en het Rwanda-tribunaal in Arusha. Van het Joegoslaviëtribunaal nam hij al na twee jaar afscheid om zijn academische activiteiten weer op te pakken. Zijn termijn werd uitgediend door Fouad Riad. Sinds 2000 lid en tijdelijk voorzitter van het beroepsorgaan van de Wereldhandelsorganisatie.
Abi Saab werd meermaals onderscheiden, waaronder met een eredoctoraat van de Université libre de Bruxelles en doceerde op grond van een ereprofessoraat in Genève en Caïro. Hij was sinds 1981 lid van het Institut de Droit International.

## Werk (selectie)
- 1967: Les exceptions préliminaires dans la procédure de la Cour internationale: Etude des notions fondamentales de procédure et des moyens de leur mise en oeuvre, Pedone, Parijs
- 1978: International Crises and the Role of Law: The United Nations Operation in Congo 1960-1964, Oxford University Press
- 1981: The Concept of International Organization, redactie, UNESCO, Parijs
- 1979: Wars of National Liberation in the Geneva Conventions and Protocols, Haagsche Academie voor Internationaal Recht
- 1987: Cours générale de droit international public deel 207